# Ptilocodiidae
Ptilocodiidae is een familie van neteldieren uit de klasse van de Hydrozoa (hydroïdpoliepen).

## Geslachten
- Hansiella Bouillon, 1980
- Hydrichthella Stechow, 1909
- Ptilocodium Coward, 1909
- Thecocodium Bouillon, 1967
- Tregoubovia Picard, 1958